# جائحة كوفيد -19 في بلدية بيل الإقليمية
COVID-19 pandemic in the Regional Municipality of   
جائحة كوفيد -19 هو وباء فيروسي مستمر من مرض فيروس كورونا 2019 (كوفيد -19، أ رواية الأمراض المعدية الناجمة عن متلازمة الجهاز التنفسي الحادة الوخيمة فيروس كورونا 2 (سارس-كوف-2). أثر الوباء على مدن ميسيسوجا وبرامبتون، وبلدة كاليدون، داخل بلدية بيل الإقليمية. كجزء من قرارات الإغلاق الأكبر في أونتاريو، أغلق أمر البقاء في المنزل جميع الشركات غير الأساسية، وتسبب في إلغاء الأحداث.
في وقت مبكر من مايو 2020، كان بيل يعتبر أحد «النقاط الساخنة» الرئيسية في المقاطعة، ولا سيما برامبتون. في ذلك الشهر، استولت المقاطعة على دار لرعاية المسنين في ميسيسوجا بعد تقرير فوري من الجيش لعمل الحجر الصحي.
اعتبارا من ديسمبر 2020، كان المرضت فشي في ثلث بيل في أماكن العمل في التصنيع أو البيئات الصناعية.

## الخلفية
صوت مجلس مدينة برامبتون بالإجماع لصالح إعلان «حالة طوارئ للرعاية الصحية» في المدينة بالكامل، بسب الاكتظاظ المزمن في مستشفى برامبتون سيفيك، وهو المرفق المستشفى الكامل المجهز والوحيد.

## الجدول الزمني

### 2020

#### فبراير
- 29 فبراير: أعلنت مقاطعة بيل للصحة العامة أن شخصا مصابا بكوفيد-19 قد حضر العمل في المنطقة لمدة ثلاثة أيام، قبل أن يعزل نفسه.[4] لم يكن مكان العمل في برامبتون، وعاش العامل خارج بيل.[5]

#### مارس
- 5 مارس: يؤكد مجلس بيل أول حالة إصابة بكوفيد -19، وهو رجل من ميسيسوجا سافر على متن السفينة السياحية الأميرة الكبرى من 11 إلى 21 فبراير.[6] وتم تأكيد زوجته باعتبارها الناقل الثاني.[7]
- 8 مارس: فحص رجل عائد من ألمانيا إيجابيا لكوفيد -19 في مستشفى برامبتون سيفيك.[8]
- 9 مارس: أعلنت الدكتورة جيسيكا هوبكنز، المسؤولة الطبية عن الصحة في المنطقة، عن رحيلها. الدكتور لورانس لوه يتولى دور المسؤول الطبي المؤقت للصحة.[9]
- 10 مارس: طابق كامل من رويال بنك أوف كندايطلب من برج مكتب ميدوفيل الحجر الصحي الذاتي، بعد أن تكون اختبارات العامل إيجابية.[10]
- 21 مارس: علق عمدة برامبتون باتريك براون في مقابلة أنه يتوقع أن كوفيد-19 «لن تكون مسألة أسابيع، بل ستكون مسألة أشهر»، على عكس معظم اقتراحات الحكومة في ذلك الوقت.[11]
- 23 مارس: ميسيسوجا تعلن حالة الطوارئ.[12]
- 24 مارس: برامبتون تعلن حالة الطوارئ.[13]
- 25 مارس: ليبرالية مب ل برامبتون ويست كمال خيرا الاختبارات إيجابية لكوفيد -19.[14]
- أعاد مركز بيل لتقييم الإدمان والإحالة، الذي يضم عملاء 700، هيكلة تفاعلاته بسبب متطلبات التباعد الجسدي.[15]

#### أبريل
- 9 أبريل: أعلن مستشفى برامبتون سيفيك عن وفاة أحد مساعدي الخدمات البيئية. كان أول موظف في مستشفى في أونتاريو يموت بسبب المرض.
- 18 أبريل: أبلغت ميسيسوجا عن 137 حالة جديدة من COVID-19، والتي ستظل ذروتها اليومية اعتبارًا من 15 يوليو.
- 27 أبريل: وفاة عاملة الدعم الشخصي أرلين ريد، التي عملت في أماكن متعددة في بيل، بسبب COVID-19. وهي أول عامل رعاية طويل الأمد يتوفى في بيل. تزعم ابنتها أن نوبتين في Holland Christian Home تم العمل دون عرض معدات الحماية الشخصية، وهو ما تنفيه LTC.

#### ماي
- 25 مايو: بعد رئيس الوزراء دوغ فورد يذكر أن المقاطعة بها " نقاط ساخنة "لفيروس كورونا،" تضيء مثل شجرة عيد الميلاد، كشفت وزارة الصحة أن منطقة بيل هي من بين النقاط الساخنة. فورد ضاقت في وقت لاحق أن برامبتون.[16]
- ماي: بنك الطعام ميسيسوجا يتطلع إلى جمع 840,000 دولار استجابة للوباء. لاعب كرة سلة ري باريت تبرعت $100,000.[17]

#### يونيو
- يونيو 6, 7, 17: حياة السود مهمة- احتجاجات ذات صلة عقدت في برامبتون حديقة تشينجاكوسي، ميسيسوجا ساحة الاحتفال، وال مجلس مدرسة مقاطعة بيل المقر. في يونيو 24 مؤتمر صحفي، د. علق لورانس لوه بأنه لا يوجد دليل على أن هذه الأحداث أثرت على أرقام الحالات.[18]
- 24 يونيو: أعطيت منطقة بيل الضوء الأخضر لدخول المرحلة 2 من إعادة الافتتاح.[19]

#### يوليو
- 2 يوليو: الدكتور لورانس لوه يقبل منصب المسؤول الطبي للصحة على أساس دائم.[20]
- 15 يوليو: لم يبلغ بيل هيلث عن أي حالات إصابة جديدة بكوفيد-19 في ميسيسوجا، لأول مرة منذ 22 مارس.[21]
- 25 يوليو: أكثر من 200 شخص يحضرون حفلة منزلية في برامبتون. تم تقسيم الحدث من قبل ضباط اللائحة الداخلية؛ صدر المنظم غرامة قدرها 880 دولارا. رئيس الوزراء فورد يدعو المضيفين والضيوف «حفنة من ياهوس»، مما يشير إلى أنها ينبغي أن تتلقى غرامة 100، 000 fine، من خلال قانون إدارة الطوارئ والحماية المدنية.[22]
- 31 يوليو: سمحت حكومة المقاطعة لمنطقة بيل بدخول المرحلة 3 من إعادة الفتح.[23]

#### أكتوبر
- 10 أكتوبر: بسبب الزيادة في الحالات، تم إعادة منطقة بيل إلى المرحلة المعدلة 2، جنبا إلى جنب مع تورنتو وأوتاوا - واعتبارا من 19 أكتوبر 2020، منطقة يورك. وشملت التدابير إغلاق المطاعم الداخلية في الحانات والمطاعم، وإغلاق الصالات الرياضية ودور السينما والكازينوهات. التدابير سارية المفعول لمدة 28 يوما.[24][25]

#### نوفمبر
- شهر نوفمبر 6: بسبب الخروج من المرحلة المعدلة 2, أعلن رئيس الوزراء فورد أن منطقة بيل ستنتقل بدلا من ذلك إلى مستوى أحمر في المقاطعات نظام تقييد جديد مرمز بالألوان.[26]
- 7 نوفمبر: فرضت منطقة بيل قيودا أكثر صرامة من القيود الإقليمية على المستوى الأحمر.[27]
- شهر نوفمبر 14: شرطة منطقة بيل وضباط لائحة برامبتون يفجرون تجمعا كبيرا في معبد جوردوارا ناناسكار في برامبتون بعد مئات من الناس حضروا. عمدة برامبتون باتريك براون وأكد أنه تم إصدار غرامات كبيرة.
- 18 نوفمبر: يعاني حوالي 58 موظفا في قرية تيندال سينيور في ميسيسوجا من حالات إصابة نشطة بفيروس كورونا، بالإضافة إلى 30 من السكان. وخلال فترة أسبوعين، تم تحديد 171 حالة إجمالية.[28]
- 20 نوفمبر: أعلن رئيس وزراء أونتاريو دوغ فورد أن منطقة بيل جنبا إلى جنب مع تورنتو القريبة سيتم وضعها على تأمين الفئة وفقا لإطار الاستجابة الجديد، اعتبارا من 23 نوفمبر. بموجب هذه الطلبات، ستقتصر الحانات والمطاعم على خدمات الطلبات الخارجية والقيادة والتوصيل فقط، ولا يجب إغلاق أي تجمعات خاصة خارج المنزل ودور السينما والكازينوهات والصالات الرياضية ومراكز اللياقة البدنية. سيتم إغلاق متاجر البيع بالتجزئة غير الأساسية، مع السماح بخدمات الاستلام والتسليم من جانب الرصيف، ويجب أن تعلق الأنشطة الرياضية والترفيهية عملياتها. يمكن أن تظل صناعة السينما والتلفزيون مفتوحة تحت قيود مستوى السيطرة (الحمراء). ستظل المدارس ورعاية الأطفال مفتوحة بينما ينتقل التعليم ما بعد الثانوي إلى التعلم الافتراضي (مع استثناءات لتلك التي تتطلب تدريبا شخصيا).[29][30][31][32][33][34][35]

### 2021

#### يناير
- 5 يناير: وفاة مورين أمبرسلي، ممرضة عملية مسجلة في إكستنديكير ميسيسوجا، بسبب كوفيد -19. وهي ثاني موظف رعاية طويلة الأجل يموت في بيل، العضو الرابع في الاتحاد الدولي لموظفي الخدمة.[36]

#### مارس
- 12 مارس: أ برامبتون أمازون تم إغلاق المستودع بسبب تفشي كوفيد-19 الرئيسي. وقد تم ربط تفشي المرض في المستودع بأكثر من 600 إصابة منذ أكتوبر، نصفها تقريبا في الشهر الماضي.[37]

#### أبريل
- 22 أبريل:
  - وفاة إميلي فيغاس بسبب كوفيد، في العمر 13, واحدة من أصغر الوفيات في كندا. كان والد فيغاس مترددا في إدخالها إلى المستشفى، لأنه قلق من نقلها من مستشفى برامبتون سيفيك إلى منشأة أخرى؛ كانت والدتها في المستشفى بالفعل.[38]
  - تنشر المحلية مقالا بعنوان«لا يمكنك إيقاف انتشار الفيروس إذا لم توقفه في بيل»، والذي رفضته أربع وسائل إعلامية أخرى. ملخص للقضايا محليا، ينسب إليه لاحقا كنقطة تحول في الاستجابة الإقليمية، بواسطة روجرز ميديا.[39][40]
- 30 أبريل: مقيم في ميسيسوجا ومضيف برنامج إذاعي تيد ولوشين على قيد الحياة، على الرغم من الشائعات، تقارير تورونتو صن. تم نقله إلى المستشفى بسبب المرض، قبل وقت قصير من لقاحه الأول المقرر.[41]

#### نوفمبر
- 3 نوفمبر: بحلول هذه المرحلة، تلقى 89 ٪ من سكان بيل جرعة لقاح واحدة على الأقل، وتلقى 84 ٪ من السكان الجرعة المزدوجة الكاملة.[42]
- 4 نوفمبر: يصف الدكتور لورانس لوه أنه «مؤسف» أن موظفي المستشفى لم يعطوا تفويضا باللقاح من قبل بروفنس.[43]

## التطعيم
| بيانات التطعيم في بيل                                                     | #       | المرجع        |
| ------------------------------------------------------------------------- | ------- | ------------- |
| جرعات تدار في المقاطعة                                                    | 864,927 | [ 44 ]        |
| عدد الأشخاص الذين لديهم جرعة واحدة على الأقل                              | 834,839 | [ 44 ]        |
| عدد الأشخاص الذين تم تطعيمهم بالكامل (تلقوا جرعتين من اللقاح)             | 30,088  | [ 44 ]        |
| النسبة المئوية من مجموع السكان بالمقاطعة الذين تلقوا جرعة واحدة على الأقل | 47.1%   | [ 44 ]        |
| النسبة المئوية للبالغين (18+) الذين تلقوا جرعة واحدة على الأقل            | 59%     | [ 44 ]        |
| النسبة المئوية لجرعات أونتاريو التي يتم تناولها في بيل                    | 11.87%  | [ 44 ] [ 45 ] |

البيانات اعتبارا من 18 مايو 2021
تقام عيادات التطعيم في مكاتب الأطباء والصيدليات المختارة، مجمع بابس شري سوامينارايان، مستشفى برامبتون سيفيك، مركز برامبتون الإسلامي، مركز شينجاكوسي الصحي، مركز كاليدون إيست المجتمعي، مركز كريس جيبسون الترفيهي، المركز الدولي، مركز المجتمع الإسلامي في أونتاريو، باراماونت فاين فودز سنتر سبورتسبليكس، منطقة بيل (10 بيل سنتر درايف، برامبتون), منطقة بيل (7120 شارع هورونتاريو), مركز حفظ ماكس الرياضي، تريليوم هيلث بارتنرز، مستشفى ميسيسوجا، وجامعة تورونتو ميسيسوجا.
اعتبارا من 30 أبريل 2021، كان هناك 61 صيدلية تقدم التطعيمات في برامبتون، و 7 في كاليدون، و 80 في ميسيسوجا.
من بين 1021 حالة وفاة بسبب كوفيد -19 في بيل، اعتبارا من أوائل نوفمبر 2021، كان واحد فقط من شخص تم تطعيمه بالكامل.ومن تم حجب سنهم وإعلان تطعيمهم بالكامل.

## الحالات

### دور الرعاية الطويلة الأجل
اعتبارًا من 31 مايو 2020, the following LTC homes in Peel have 10 or more confirmed COVID-19 related deaths:
- كاميلا كير كوميونيتي إل تي سي (ميسيسوجا) - 64[58]
- مركز كوكسفيل للرعاية (ميسيسوجا) - 18[57]
- إيرين ميلز لودج دار لرعاية المسنين (ميسيسوجا) - 17 [59]
- قرية إيرين ميدوز إل تي سي (ميسيسوجا) - 19 [59]
- غريس مانور (برامبتون) - 12[57]
- فيلا فوروم (ميسيسوجا) - 10[57]

اندلاع في مجتمع كاميلا كير في ميسيسوجا كان من بين الأكثر دموية في أونتاريو، وتلقي الاهتمام من صحيفة واشنطن بوست. في 27 مايو، أعلنت مقاطعة أونتاريو أنها ستتولى إدارة المنشأة لمدة أسبوعين.
كانت الفاشيات شائعة في مرافق الرعاية طويلة الأجل في عام 2020.
وشملت التفشيات البارزة:
- مجتمع رعاية كاميلا. اعتبارًا من 7 مايو، توفي 48 من السكان بسبب COVID-19.
- بيل مانور توفي شخص واحد على الأقل في المنشأة في منتصف أبريل 2020.
- تريليوم هيلث بارتنرز، مستشفى كريديت فالي
- تم الإعلان عن تفشي المرض في 27 مارس، وتم الإبلاغ عنه بحلول 1 أبريل، بعد اختبار أربعة مرضى في وحدة إعادة التأهيل

في أوائل ديسمبر 2020، أكد مجتمع رعاية هوثورن وودز في برامبتون 84 حالة نشطة بين السكان والموظفين.

### تفشي الوباء مما أدى إلى إغلاق القسم 22
تفشى في كاليدون، مركز الوفاء الأمازون يز-7 (جزئي، 24 أبريل)، إيه آند جي منظفات الطرق (جزئي، 4 مايو)، أنظمة ألوما (كامل، 30 أبريل)، وأنظمة مناولة المواد (كامل، 11 مايو).
في برامبتون، تغليف ألفابولي (جزئي، 4 مايو), مركز الوفاء الأمازون يز-3 (جزئي، 30 أبريل، جزئي، 21 مايو), مركز الوفاء الأمازون يز-4 (جزئي، أبريل 24), الكندية النسيج خدمات النسيج مجففات & بالتشطيب (جزئي، قد 4), يمكن الفن الألومنيوم النتوء شركة. (جزئي، 27 أبريل), الإطارات الكندية مركز التوزيع (8550 طريق جوروارد، جزئي، 27 أبريل ؛ 8550 طريق جوروارد، جزئي، 14 مايو), لحم كارجيل (جزئي، 5 مايو)، كنتاكي فرايد تشيكن (9940 طريق المطار، ممتلئ، 1 مايو), كينتيتسو وورلد اكسبرس (جزئي، 27 أبريل)، ماسيف النظم الآلية (جزئي، 30 أبريل)، ميناشا التعبئة والتغليف (جزئي، 8 مايو)، أوليميل (جزئي، 28 مايو)، بوبايز (كامل، 26 مايو)، برو-بولي الخشب الرقائقي مخصص (كامل، 8 مايو)، مضخات شو ومكونات المحرك شركة. (جزئي، 29 أبريل)، تيم هورتون (ممتلئ، 11075 طريق كريديت فيو، 16 مايو)، تي إن تي فودز إنترناشونال (جزئي، 10 مايو), تيكس كندا مركز التوزيع (جزئي، 30 أبريل), وول مارت سوبرسنتر (50 محجر حافة محرك، جزئي، مايو 14), مجموعة العمل برو التصنيع (جزئي، أبريل 28), وودلور الدولية (جزئي، مايو 14).
في ميسيسوجا، مركز الوفاء الأمازون يز-1 (جزئي، 6363 ميلكريك درايف، 21 مايو)، أبلوود شيفروليه كاديلاك بويك جي إم سي (جزئي، 27 أبريل)، أكسيوم التغليف (كامل، 8 مايو)، بورخيس الغذاء المحدودة. (ممتلئ، قد 6), ب & ص آلة المحدودة. (ممتلئ، مايو 8), كندا بوست (جزئي، 28 أبريل)، سي سي تي كندا (كامل، 15 مايو)، أنظمة جلوس مركزية (جزئي، 11 مايو)، مركز فيديكس للسفن (6895 طريق براماليا، جزئي، 1 مايو)، مخبز فورلاني (جزئي، 11 مايو)، شركة زرافة فودز. (جزئي، 1 مايو)، هامبتون إن آند سويتس (جزئي، 8 مايو)، ماستر التصنيع (كامل، 11 مايو)، ماتريكس للخدمات اللوجستية (جزئي، 5 مايو)، ميديا 6 إم جي (كامل، 6 مايو)، السيدة التطريز وسكرينبرينتينغ (كامل، 7 مايو)، إم تي دي مترو تول آند دي ليميتد (جزئي، 1 مايو)، بارادايم إلكترونيكس إنك. (جزئي، أبريل 27), رئيس الوزراء شركة شمعة (جزئي، أبريل 28), كويست ستيل شركة. (ممتلئ، قد 8), شعاعي شركة. (جزئي، 8 مايو)، ستاكبول (جزئي، 4 مايو)، تي دي كندا ترست (ممتلئ، 8 مايو)، تيم هورتون (ممتلئ، 3445 شارع هورونتاريو، 16 مايو)، وتيكس كندا مركز التوزيع (جزئي، 30 أبريل).

### التفشيات الأخرى
في أواخر أبريل، انتشر في سجن معهد أونتاريو الإصلاحي في برامبتون تم إغلاقه بعد ذلك 60 نزيل وثمانية عمال ثبتت إصابتهم. تم نقل السجناء إلى مركز احتجاز تورنتو ساوث، للسماح بتنظيف عميق، وللموظفين لعزل أنفسهم لمدة أسبوعين.

## رد الحكومة
واصلت منطقة بيل عقد اجتماعات المجلس الأسبوعية.
في مارس 16, بدأت بلديات بيل في إعفاء شحنات البيع بالتجزئة من اللوائح الداخلية للضوضاء، السماح بحركة البضائع على مدار الساعة. كان الإجراء يستمر 30 يوما.
أعلنت ميسيسوجا حالة الطوارئ في مارس 23, مع برامبتون تفعل الشيء نفسه في اليوم التالي. تحت قانون أونتاريو لإدارة الطوارئ والحماية المدنية، سمح ذلك بقدرات إضافية مختلفة بما في ذلك تقييد الحركة، وإنشاء ملاجئ الطوارئ أو مرافق الرعاية الصحية، والقدرة على إغلاق الشركات الخاصة.

### العبور
سافر شخص مصاب بكوفيد -19 ميواي العبور بين مارس 2 و 4, أول حادث معروف. وأعقب ذلك شخص مصاب بالفيروس على اذهب ترانزيت مغادرة مطار تورونتو بيرسون الدولي. بعد هذا الحادث، نصحت بيل للصحة العامة بأن النقل العام لا يزال خيارا آمنا، وأعلن كل من برامبتون وميسيسوجا «ممارسات تنظيف محسنة.»
تم إنشاء ميواي ميسيسوجا وبرامبتون ترانزيت مجانا بدءا من مارس 21, مع إلغاء معظم الخدمات السريعة. كان من المقرر أن يتم الصعود على الأبواب الخلفية.
ثبتت إصابة ثلاثة من سائقي ترانزيت برامبتون على طريق 511 ستيلز بكوفيد-19، في نفس الوقت الذي شهدت فيه شركة لوجستية لم يكشف عن اسمها على الطريق تفشيا. (تم الكشف عن هذا العمل في وقت لاحق ليكون مركز الوفاء الأمازون. ونتيجة لذلك، تم تحويل المسارات 511 و 11 و 51 من مواصلة أطوالها الكاملة، واستؤنفت بعد أسبوع. توفي دايل موتلي جيكيس، وهو سائق على الخط الرئيسي 502، بسبب كوفيد في وقت لاحق من ذلك الشهر. يتقاطع 502 مع 511.
كانت خدمات النقل في أونتاريو تعاني من خسارة بنسبة 90 بالمائة تقريبا في عدد الركاب، اعتبارا من مارس 2021. في نقاط مختلفة، كانت هناك مجموعات مساعدات من مستويات حكومية أخرى.

### ادارات مكافحة الحرائق
اعتبارا من 28 ديسمبر، كان 18 من موظفي إدارة الإطفاء في ميسيسوجا قد ثبتت إصابتهم بكوفيد -19، مع 60 آخرين في عزلة ذاتية. ربطت جمعية رجال الإطفاء في ميسيسوجا هذا جزئيا بتغيير سياسة الخريف حول الأيام المرضية; يجادل مفوض المدينة بأنه «لم يكن هناك تغيير في السياسة.»

## الآثار

### إغلاق الأعمال وإلغاء الأحداث
في منتصف فبراير، ذكرت جمعية الأعمال الصينية ميسيسوجا أن المطاعم الصينية في المدينة كانت 25-50 ٪ قطرات في الإيرادات، تعزى إلى التضليل.
أغلقت شركة واحدة على الأقل وأعادت الموظفين إلى منازلهم بعد أن ادعى موظف كذبا أن أحد أفراد الأسرة قد ثبتت إصابته بفيروس كوفيد-19. ووجهت إليه تهمة الأذى العام.
موظف في مابل ليف فودز كان اختبار مصنع الدواجن في برامبتون إيجابيا ؛ تم إرسال الموظفين الذين كانوا على اتصال بهم إلى المنزل للعزل الذاتي. انتظرت الشركة 20 يوما قبل الاعتراف علنا بالتشخيص. ارتفع عدد المرضى إلى 24 بحلول 6 مايو، وفقا لبيان الصحة العامة بيل. تم تعليق العمليات في المنشأة في أوائل أبريل.
في 7 مايو، عمال الأغذية والتجارة المتحدون أكد الاتحاد المحلي 175 وفاة أ مزارع مابل لودج موظفي المصنع.
بعد تشخيص إصابة أحد الموظفين بكوفيد -19، منتج لحوم ميسيسوجا سوفينا فودز انتهى التحول بين عشية وضحاها للسماح لعمليات التنظيف.
ال ايكل، الدوري الذي برامبتون الوحش هي جزء، ألغيت ما تبقى من موسمها في 14 مارس 2020.
ثلاثة عمال في كاليدون أمازون تم اختبار النبات إيجابيا لكوفيد -19، اعتبارا من 20 مايو 2020.
بقي عمل ميسيسوجا المسمى هوف جيم مفتوحا أثناء إغلاق الإغلاق. وأدى ذلك إلى مواجهة بين السلطات ورجال الأعمال مؤيديها. في إحدى الاحتجاجات، عانق رقيب شرطة بيل الإقليمي بول براون المتظاهرين، وسمح لأحد المتظاهرين بتخويف مراسل أخبار عالمية. تم رفع تعليقه بعد أسبوع تقريبا من بدئه، مع بقاء الضابط في الخدمة الإدارية.

### الدين
بعد حظر تجمعات أكثر من 5 أشخاص، تم إلغاء الخدمات في جميع أماكن العبادة. أخذت التجمعات المختلفة البث المباشر لخدماتها، إما من مكان العبادة نفسه (كما هو الحال مع كنيسة القديس ماكسيميليان كولبي الكاثوليكية في ميسيسوجا) أو عن بعد. أضاف كنيس هار تكفاه في برامبتون برامج أخرى عبر الإنترنت، ما وراء خدماتها العادية. أونتاريو خالسا دربار أغلقت لها لانجار لبيك اب-فقط.
اعتبارا من أبريل 29, كانت مدينة برامبتون تسمح للموظفين بالسلطة التقديرية حول إنفاذ قوانين الضوضاء، فيما يتعلق ببث المساجد مدينة (دعوة للصلاة) خلال شهر رمضان كان ينتظر تقرير الموظفين حول هذا الموضوع. في اجتماع 6 مايو، وافق المجلس على إعفاء من القانون لمرة واحدة. العمدة باتريك براون وأشار إلى أن أجراس الكنيسة كانت معفاة في النظام الداخلي الحالي.
أقر مجلس ميسيسوجا اقتراحا في أبريل 29 اجتماع المجلس، السماح للمساجد بعمل واحد مدينة كل يوم، والذي يحظره عادة ضجيج المدينة من قبل القانون. كان البند «المشي على البند» بناء على طلب من مجلس المسلمين في بيل، مما يعني أنه لم يكن على جدول الأعمال العام، ولم يكن تقرير الموظفين حول هذا الموضوع متاحا. منذ ذلك الحين، علق اثنان من أعضاء المجلس على أن العمدة بوني كرومبي تزويد المجلس بمعلومات غير صحيحة عن الموضوع، وأنه ينبغي إعادة النظر في المسألة. تمت إحالة المناقشة حول الموضوع إلى اللجنة الاستشارية للتنوع والشمول في المدينة.
تلقت هذه الخطوة والانتقادات التي تلت عناوين الصحف الدولية. رام سوبراهمانيان، عضو في مجموعة إبقاء الدين خارج مدارس منطقة بيل، تلقى تبرعات لتحدي قضائي مقصود. متحدث باسم المؤتمر الكندي الإسلامي وعلق أن «العديد من العلماء المسلمين الذين شجبوا استخدام مكبرات الصوت في المساجد ضد روح الإسلام.»
سمح القرار بإعفاءات مماثلة في المجتمعات بما في ذلك وندسور; أعلنت تورونتو أنها ستفعل الشيء نفسه، إذا طلب منها ذلك.

## روابط خارجية
- فيروس كورونا المستجد (كوفيد -19)، منطقة التقشير
- صفحات كوفيد من مدينة ميسيسوجا, مدينة برامبتون, مدينة كاليدون
- Gamrot، Sabrina (11 ديسمبر 2020). "TIMELINE: How the COVID-19 pandemic played out in Mississauga, Brampton and Caledon". The Mississauga News. Mississauga ON. مؤرشف من الأصل في 2022-10-21.

قالب:COVID-19 pandemic in Canada